# Pilar Iparragirre Lazkano
Pilar Iparragirre Lazkano (Idiazábal, 1951–29 de noviembre de 2022)   fue una escritora y periodista vasca. 

## Biografía
Creció en la sierra de Urbía, donde sus padres eran pastores.Aunque era originaria del Goierri, vivía en el barrio donostiarra de Amara Berri y paseaba a menudo por la Parte Vieja de San Sebastián.Estudió periodismo en San Sebastián y Barcelona y trabajó en diversos medios, entre ellos Zeruko Argia, el diario Egin (hasta su cierre), Punto y Hora y la revista Argia.

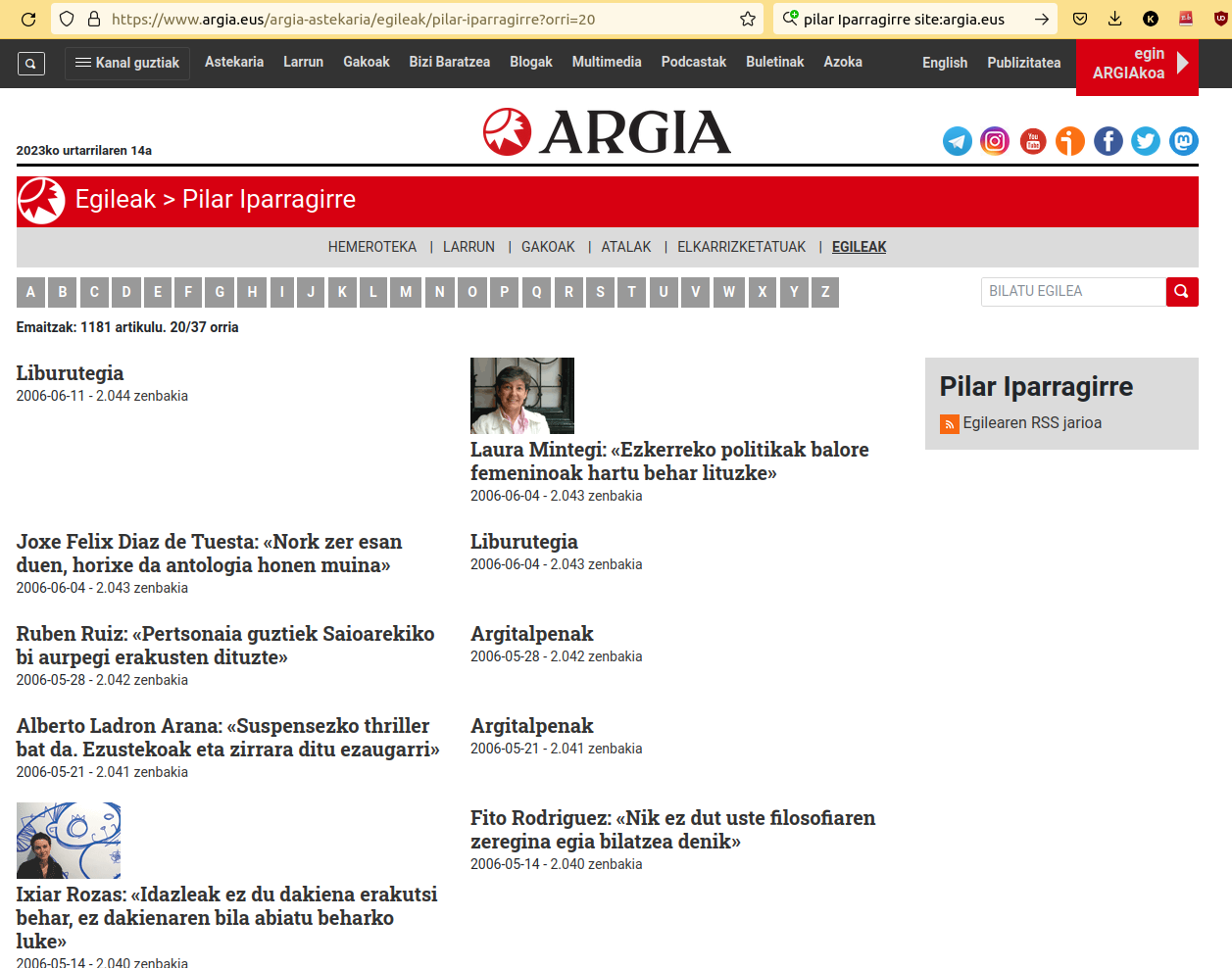
Pilar Iparragir escribió 1181 artículos en la revista Argia̠. En la foto se muestran algunos artículos que escribió en 2006 (Luz>Autor>Pilar Iparragirre)

### Trayectoria periodística

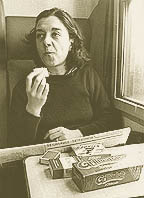
Pilar Iparragirre

Cuando trabajaba en el semanario Zeruko Argia, trabajaba en los Capuchinos de la calle Okendo, donde tenían su oficina. Era el único semanario en euskera en aquel momento. Posteriormente trabajó también en la revista Punto y Hora, y luego en Egin. Finalmente, escribió breves sinopsis de los libros que se publicaban en el semanario Argia en euskera.
En la web de la revista Argia se pueden ver 1181 artículos escritos por ella. Su contribución fue muy importante. 
Pasó la mayor parte de los años de su actividad profesional en Egin, en el departamento de Política o en el ámbito de Opinión, hasta que el medio fue cerrado por la policía española en 1998 por orden del juez Baltasar Garzón.

### Trayectoria como escritora
Publicó libros que son muy diferentes en género y lenguaje.
El primer libro de Iparragirre fue una traducción de obras para niños y jóvenes. Realizó su primera traducción en 1985: Las aventuras de la mano negra (Elkar, 1985). Traducción al alemán de Hans Jurgen Press. Posteriormente terminó la traducción de Sorgin txikia (1986), y en 1989 escribió su primera novela, Hilerriko jolasak, de Elkar; y posteriormente, Félix Likiniano. Ezina ekinez egina (1994, Txalaparta), (primero en euskera y después también tuvo versión en castellano). Y finalmente, en castellano, Deportación: el mal menor (1998). 

## Obra

### Narración
- Hilerriko jolasak (1989, Elkar)

### Biografía
- Felix Likiniano. Ezina ekinez egina (1994, Txalaparta)
- Deportación: el mal menor (1998)

### Ensayo
- Franco hil da (2002, Argia)[9]
- Hitzak - 60ko hamarkadako elkarrizketa hautatuak (2001, Argia)[9]

### Traducciones
- Aventuras de la mano negra  ("Die Abenteuer der schwarzen hand"). Elkar, 1985. Novela de Hans Jürgen Press alemaniar.
- Sorgin txikia, 1986